# Eleições municipais no Brasil em 1968
As eleições municipais no Brasil em 1968 ocorreram em 15 de novembro. Estavam aptos a votar aproximadamente 9 milhões de eleitores em 1.423 municípios distribuídos em onze estados  para a escolha dos prefeitos e vereadores que administrariam tais cidades a partir de 31 de janeiro de 1969 e cujos sucessores seriam eleitos em 1972.

## Abrangência do pleito
Única eleição realizada no governo Costa e Silva, o pleito de 1968 destinou-se a eleger elegeu prefeitos, vice-prefeitos e vereadores em 1.423 municípios brasileiros distribuídos em onze estados. Destes, 233 elegeriam apenas prefeitos e vice-prefeitos, 1.108 elegeriam prefeitos, vice-prefeitos e vereadores, enquanto 82 elegeriam apenas vereadores, segundo as regras da legislação vigente.

## Eleições apenas para prefeitos

### Alagoas (22)
- Belém
- Branquinha
- Canapi
- Carneiros
- Chã Preta
- Coqueiro Seco
- Inhapi
- Jaramataia
- Joaquim Gomes
- Lagoa da Canoa
- Mar Vermelho
- Maribondo
- Messias
- Minador do Negrão
- Novo Lino
- Olho d'Água do Casado
- Olho d'Água Grande
- Ouro Branco
- Palestina
- Santa Luzia do Norte
- Tanque d'Arca
- Taquarana

### Maranhão (33)
- Aldeias Altas
- Altamira do Maranhão
- Bacuri
- Fortaleza dos Nogueiras
- Fortuna
- Governador Archer
- Governador Eugênio Barros
- Graça Aranha
- Igarapé Grande
- João Lisboa
- Joselândia
- Lago do Junco
- Lago Verde
- Lima Campos
- Luís Domingues
- Mirinzal
- Montes Altos
- Nina Rodrigues
- Olho d'Água das Cunhãs
- Paço do Lumiar
- Palmeirândia
- Poção de Pedras
- Primeira Cruz
- Santa Luzia
- Santa Rita
- Santo Antônio dos Lopes
- São Félix de Balsas
- São João Batista
- São Mateus do Maranhão
- Sítio Novo
- Sucupira do Norte
- Tasso Fragoso
- Tuntum

### Pará (01)
- São Félix do Xingu

### Rio Grande do Norte (88)
- Acari
- Alexandria
- Alto do Rodrigues
- Angicos
- Antônio Martins
- Apodi
- Areia Branca
- Arez
- Assu
- Baía Formosa
- Bom Jesus
- Brejinho
- Caiçara do Rio do Vento
- Caicó
- Campo Grande
- Campo Redondo
- Canguaretama
- Caraúbas
- Ceará-Mirim
- Currais Novos
- Encanto
- Equador
- Espírito Santo
- Extremoz
- Florânia
- Francisco Dantas
- Galinhos
- Goianinha
- Guamaré
- Ipanguaçu
- Jaçanã
- Janduís
- Jardim de Angicos
- Jardim de Piranhas
- Jardim do Seridó
- João Câmara
- Jucurutu
- Lagoa d'Anta
- Lagoa de Pedras
- Lagoa de Velhos
- Lagoa Nova
- Lagoa Salgada
- Lajes
- Luís Gomes
- Macaíba
- Macau
- Martins
- Messias Targino
- Montanhas
- Mossoró
- Nísia Floresta
- Nova Cruz
- Paraná
- Paraú
- Parazinho
- Parelhas
- Passa e Fica
- Patu
- Pau dos Ferros
- Pedra Grande
- Pedra Preta
- Pedro Avelino
- Pedro Velho
- Portalegre
- Pureza
- Riacho da Cruz
- Riacho de Santana
- Rodolfo Fernandes
- Ruy Barbosa
- Santa Cruz
- Santana do Matos
- Santana do Seridó
- Santo Antônio
- São João do Sabugi
- São José de Mipibu
- São José do Campestre
- São José do Seridó
- São Miguel
- São Paulo do Potengi
- São Pedro
- São Rafael
- São Tomé
- Serra Negra do Norte
- Taipu
- Tenente Ananias
- Tibau do Sul
- Touros
- Vera Cruz

### Santa Catarina (84)
- Abelardo Luz
- Agrolândia
- Água Doce
- Águas Mornas
- Alfredo Wagner
- Angelina
- Anita Garibaldi
- Anitápolis
- Arroio Trinta
- Barra Velha
- Benedito Novo
- Botuverá
- Campo Belo do Sul
- Campo Erê
- Coronel Freitas
- Corupá
- Cunha Porã
- Descanso
- Dona Emma
- Faxinal dos Guedes
- Fraiburgo
- Garopaba
- Grão-Pará
- Gravatal
- Guabiruba
- Guaraciaba
- Guarujá do Sul
- Ibicaré
- Içara
- Ilhota
- Imbituba
- Irineópolis
- Itá
- Itapema
- Jacinto Machado
- Lages
- Laurentino
- Lauro Müller
- Lontras
- Luiz Alves
- Major Gercino
- Maravilha
- Massaranduba
- Matos Costa
- Meleiro
- Modelo
- Monte Castelo
- Morro da Fumaça
- Navegantes
- Nova Veneza
- Palma Sola
- Paulo Lopes
- Pedras Grandes
- Penha
- Petrolândia
- Pinhalzinho
- Pinheiro Preto
- Ponte Serrada
- Pouso Redondo
- Presidente Nereu
- Quilombo
- Rio das Antas
- Rio do Campo
- Rio do Oeste
- Rio dos Cedros
- Rio Fortuna
- Salete
- Salto Veloso
- Santa Cecília
- Santa Rosa de Lima
- Santo Amaro da Imperatriz
- São Francisco do Sul
- São João Batista
- São João do Sul
- São José do Cedro
- São José do Cerrito
- São Lourenço do Oeste
- São Ludgero
- Saudades
- Treze de Maio
- Trombudo Central
- Urubici
- Vidal Ramos
- Witmarsum

## Eleições para prefeitos e vereadores

### Amazonas (34)
- Anori
- Atalaia do Norte
- Autazes
- Barcelos
- Barreirinha
- Benjamin Constant
- Boca do Acre
- Borba
- Canutama
- Carauari
- Careiro
- Coari
- Codajás
- Eirunepé
- Envira
- Fonte Boa
- Humaitá
- Ipixuna
- Itacoatiara
- Itapiranga
- Japurá
- Juruá
- Jutaí
- Lábrea
- Manacapuru
- Manicoré
- Maraã
- Maués
- Nhamundá
- Nova Olinda do Norte
- Novo Airão
- Novo Aripuanã
- Parintins
- Pauini
- Santa Isabel do Rio Negro
- Santo Antônio do Içá
- São Gabriel da Cachoeira
- São Paulo de Olivença
- Silves
- Tapauá
- Tefé
- Urucará
- Urucurituba

### Maranhão (02)
- Bom Jardim
- Santa Inês

### Pará (05)
- Itaituba
- Itupiranga
- Paragominas
- Tomé-Açu
- Tucuruí

### Paraíba (105)
- Água Branca
- Alagoa Grande
- Alagoa Nova
- Alagoinha
- Alhandra
- Araçagi
- Araruna
- Areia
- Aroeiras
- Bananeiras
- Barra de Santa Rosa
- Bayeux
- Belém
- Bom Jesus
- Bom Sucesso
- Bonito de Santa Fé
- Boqueirão
- Borborema
- Brejo do Cruz
- Caaporã
- Cabaceiras
- Cabedelo
- Cacimba de Dentro
- Caiçara
- Cajazeiras
- Campina Grande
- Catingueira
- Catolé do Rocha
- Conceição
- Conde
- Congo
- Coremas
- Cruz do Espírito Santo
- Cubati
- Cuité
- Curral Velho
- Desterro
- Dona Inês
- Emas
- Esperança
- Guarabira
- Gurinhém
- Ibiara
- Ingá
- Itabaiana
- Itaporanga
- Jericó
- Juarez Távora
- Juazeirinho
- Lagoa Seca
- Lastro
- Malta
- Mamanguape
- Mari
- Mataraca
- Montadas
- Monteiro
- Mulungu
- Nova Floresta
- Nova Palmeira
- Patos
- Pedra Branca
- Pedra Lavrada
- Pedras de Fogo
- Piancó
- Pilar
- Pilões
- Picuí
- Pilõezinhos
- Pirpirituba
- Pocinhos
- Pombal
- Prata
- Princesa Isabel
- Quixaba
- Remígio
- Rio Tinto
- Santa Luzia
- Santa Rita
- Santana de Mangueira
- São Bento
- São João do Cariri
- São João do Rio do Peixe
- São José da Lagoa Tapada
- São José de Caiana
- São José de Piranhas
- São José do Bonfim
- São Mamede
- São Sebastião do Umbuzeiro
- Sapé
- Serra Branca
- Serra da Raiz
- Serra Redonda
- Serraria
- Solânea
- Soledade
- Sousa
- Sumé
- Tacima
- Taperoá
- Tavares
- Teixeira
- Uiraúna
- Umbuzeiro
- Vista Serrana

### Paraná (198)
- Abatiá
- Almirante Tamandaré
- Altônia
- Alvorada do Sul
- Andirá
- Antonina
- Apucarana
- Arapongas
- Arapoti
- Araruna
- Araucária
- Assaí
- Assis Chateaubriand
- Astorga
- Bandeirantes
- Barra do Jacaré
- Bela Vista do Paraíso
- Bituruna
- Boa Esperança
- Bocaiúva do Sul
- Bom Sucesso
- Borrazópolis
- Cafeara
- Califórnia
- Cambará
- Cambé
- Campina Grande do Sul
- Campo Largo
- Campo Mourão
- Cândido de Abreu
- Capitão Leônidas Marques
- Carlópolis
- Cascavel
- Castro
- Centenário do Sul
- Cerro Azul
- Céu Azul
- Chopinzinho
- Cianorte
- Clevelândia
- Colombo
- Colorado
- Congonhinhas
- Contenda
- Cornélio Procópio
- Coronel Vivida
- Cruz Machado
- Cruzeiro do Oeste
- Cruzeiro do Sul
- Curiúva
- Diamante do Norte
- Doutor Camargo
- Enéas Marques
- Engenheiro Beltrão
- Faxinal
- Floraí
- Florestópolis
- Francisco Beltrão
- Goioerê
- Grandes Rios
- Guapirama
- Guaraci
- Guarapuava
- Guaraqueçaba
- Guaraniaçu
- Guaratuba
- Ibaiti
- Ibiporã
- Iguaraçu
- Imbituva
- Indianópolis
- Ipiranga
- Irati
- Itaguajé
- Itambaracá
- Itapejara d'Oeste
- Jaboti
- Jacarezinho
- Jaguapitã
- Jaguariaíva
- Jandaia do Sul
- Japira
- Japurá
- Jardim Alegre
- Jardim Olinda
- Jataizinho
- Joaquim Távora
- Jundiaí do Sul
- Jussara
- Lapa
- Laranjeiras do Sul
- Leópolis
- Loanda
- Lobato
- Londrina
- Lupionópolis
- Mallet
- Mandaguaçu
- Mandaguari
- Mangueirinha
- Manoel Ribas
- Marialva
- Marilândia do Sul
- Maria Helena
- Mariluz
- Maringá
- Matinhos
- Morretes
- Munhoz de Melo
- Nova Aurora
- Nova Cantu
- Nova Esperança
- Nova Fátima
- Nova Londrina
- Nova Olímpia
- Ortigueira
- Palmas
- Palmeira
- Paraíso do Norte
- Paranacity
- Paranaguá
- Paranapoema
- Paranavaí
- Pato Branco
- Paula Freitas
- Paulo Frontin
- Peabiru
- Pérola
- Pinhalão
- Pinhão
- Piraí do Sul
- Piraquara
- Pitanga
- Ponta Grossa
- Porecatu
- Porto Amazonas
- Porto Rico
- Porto Vitória
- Primeiro de Maio
- Prudentópolis
- Quatiguá
- Quedas do Iguaçu
- Querência do Norte
- Quinta do Sol
- Realeza
- Rebouças
- Reserva
- Ribeirão Claro
- Ribeirão do Pinhal
- Rio Azul
- Rio Bom
- Rio Branco do Sul
- Rio Negro
- Rolândia
- Rondon
- Sabáudia
- Salgado Filho
- Salto do Lontra
- Santa Amélia
- Santa Cruz de Monte Castelo
- Santa Fé
- Santa Helena
- Santa Isabel do Ivaí
- Santa Izabel do Oeste
- Santa Mariana
- Santo Antônio da Platina
- Santo Inácio
- São Carlos do Ivaí
- São Jerônimo da Serra
- São João do Caiuá
- São João do Ivaí
- São João do Triunfo
- São Jorge do Ivaí
- São Jorge d'Oeste
- São José dos Pinhais
- São Mateus do Sul
- São Pedro do Ivaí
- São Pedro do Paraná
- São Sebastião da Amoreira
- Sengés
- Sertaneja
- Sertanópolis
- Siqueira Campos
- Tamboara
- Tapejara
- Tapira
- Teixeira Soares
- Telêmaco Borba
- Terra Boa
- Terra Rica
- Tibagi
- Tijucas do Sul
- Toledo
- Tomazina
- União da Vitória
- Uraí
- Verê
- Wenceslau Braz

### Pernambuco (95)
- Afogados da Ingazeira
- Agrestina
- Água Preta
- Águas Belas
- Aliança
- Altinho
- Amaraji
- Angelim
- Araripina
- Arcoverde
- Barreiros
- Belém do São Francisco
- Belo Jardim
- Bezerros
- Bodocó
- Bom Conselho
- Bom Jardim
- Bonito
- Brejo da Madre de Deus
- Buíque
- Cabo de Santo Agostinho
- Cabrobó
- Camocim de São Félix
- Canhotinho
- Carnaíba
- Carpina
- Caruaru
- Catende
- Correntes
- Cortês
- Cupira
- Custódia
- Escada
- Exu
- Flores
- Floresta
- Gameleira
- Garanhuns
- Glória do Goitá
- Goiana
- Gravatá
- Igarassu
- Inajá
- Ipojuca
- Itambé
- Itapetim
- Jaboatão dos Guararapes
- João Alfredo
- Joaquim Nabuco
- Jurema
- Lagoa dos Gatos
- Limoeiro
- Macaparana
- Maraial
- Moreno
- Nazaré da Mata
- Olinda
- Orobó
- Ouricuri
- Palmares
- Panelas
- Parnamirim
- Paudalho
- Paulista
- Pedra
- Pesqueira
- Petrolândia
- Petrolina
- Poção
- Quipapá
- Riacho das Almas
- Ribeirão
- Rio Formoso
- Salgueiro
- Santa Cruz do Capibaribe
- Santa Maria da Boa Vista
- São Bento do Una
- São Caetano
- São Joaquim do Monte
- São José do Belmonte
- São José do Egito
- São Lourenço da Mata
- São Vicente Ferrer
- Serra Talhada
- Serrita
- Sertânia
- Sirinhaém
- Surubim
- Tacaratu
- Taquaritinga do Norte
- Timbaúba
- Triunfo
- Vertentes
- Vicência
- Vitória de Santo Antão

### Rio Grande do Sul (210)
- Agudo
- Ajuricaba
- Alegrete
- Alpestre
- Alvorada
- Anta Gorda
- Antônio Prado
- Aratiba
- Arroio do Meio
- Arroio do Tigre
- Arroio dos Ratos
- Arroio Grande
- Arvorezinha
- Augusto Pestana
- Barão de Cotegipe
- Barra do Ribeiro
- Barracão
- Barros Cassal
- Bento Gonçalves
- Boa Vista do Buricá
- Bom Jesus
- Bom Retiro do Sul
- Bossoroca
- Braga
- Caçapava do Sul
- Cacequi
- Cachoeirinha
- Cacique Doble
- Caibaté
- Caiçara
- Camaquã
- Cambará do Sul
- Campina das Missões
- Campinas do Sul
- Campo Bom
- Campo Novo
- Candelária
- Cândido Godói
- Canela
- Canguçu
- Canoas
- Carazinho
- Carlos Barbosa
- Casca
- Catuípe
- Caxias do Sul
- Cerro Largo
- Chapada
- Chiapetta
- Ciríaco
- Colorado
- Condor
- Constantina
- Coronel Bicaco
- Cruz Alta
- Cruzeiro do Sul
- David Canabarro
- Dois Irmãos
- Dom Feliciano
- Dona Francisca
- Encantado
- Encruzilhada do Sul
- Erechim
- Erval Grande
- Erval Seco
- Esmeralda
- Espumoso
- Estância Velha
- Esteio
- Estrela
- Esmeralda
- Espumoso
- Estância Velha
- Esteio
- Estrela
- Farroupilha
- Faxinal do Soturno
- Feliz
- Flores da Cunha
- Fontoura Xavier
- Formigueiro
- Frederico Westphalen
- Garibaldi
- Gaurama
- General Câmara
- Getúlio Vargas
- Giruá
- Gramado
- Gravataí
- Guaíba
- Guaporé
- Guarani das Missões
- Humaitá
- Ibiaçá
- Ibiraiaras
- Ibirubá
- Igrejinha
- Ijuí
- Ilópolis
- Independência
- Iraí
- Itatiba do Sul
- Ivoti
- Jacutinga
- Jaguari
- Júlio de Castilhos
- Lajeado
- Lavras do Sul
- Liberato Salzano
- Machadinho
- Marau
- Marcelino Ramos
- Mariano Moro
- Mata
- Maximiliano de Almeida
- Miraguaí
- Montenegro
- Mostardas
- Muçum
- Não-Me-Toque
- Nonoai
- Nova Araçá
- Nova Bassano
- Nova Bréscia
- Nova Palma
- Nova Petrópolis
- Nova Prata
- Novo Hamburgo
- Osório
- Paim Filho
- Palmeira das Missões
- Palmitinho
- Panambi
- Paraí
- Passo Fundo
- Pedro Osório
- Pejuçara
- Pelotas
- Pinheiro Machado
- Piratini
- Planalto
- Portão
- Putinga
- Redentora
- Restinga Sêca
- Rio Pardo
- Roca Sales
- Rodeio Bonito
- Rolante
- Rondinha
- Roque Gonzales
- Rosário do Sul
- Salvador do Sul
- Sananduva
- Santa Bárbara do Sul
- Santa Cruz do Sul
- Santa Maria
- Santa Rosa
- Santana da Boa Vista
- Santiago
- Santo Ângelo
- Santo Antônio da Patrulha
- Santo Antônio das Missões
- Santo Augusto
- Santo Cristo
- São Francisco de Assis
- São Francisco de Paula
- São Gabriel
- São Jerônimo
- São José do Norte
- São José do Ouro
- São Leopoldo
- São Lourenço do Sul
- São Luiz Gonzaga
- São Marcos
- São Martinho
- São Paulo das Missões
- São Pedro do Sul
- São Sebastião do Caí
- São Sepé
- São Valentim
- São Vicente do Sul
- Sapiranga
- Sapucaia do Sul
- Sarandi
- Seberi
- Selbach
- Serafina Corrêa
- Sertão
- Severiano de Almeida
- Sobradinho
- Soledade
- Tapejara
- Tapera
- Tapes
- Taquara
- Taquari
- Torres
- Tramandaí
- Três Coroas
- Três de Maio
- Triunfo
- Tupanciretã
- Tuparendi
- Vacaria
- Venâncio Aires
- Vera Cruz
- Veranópolis
- Viadutos
- Viamão
- Vicente Dutra

### São Paulo (494)
- Adamantina
- Adolfo
- Aguaí
- Águas de Santa Bárbara
- Agudos
- Alfredo Marcondes
- Altair
- Altinópolis
- Álvares Florence
- Álvares Machado
- Álvaro de Carvalho
- Alvinlândia
- Americana
- Américo Brasiliense
- Américo de Campos
- Analândia
- Andradina
- Angatuba
- Anhembi
- Aparecida
- Aparecida d'Oeste
- Apiaí
- Araçatuba
- Araçoiaba da Serra
- Aramina
- Arandu
- Araraquara
- Araras
- Arealva
- Areias
- Areiópolis
- Ariranha
- Artur Nogueira
- Arujá
- Assis
- Avaí
- Avanhandava
- Avaré
- Bady Bassitt
- Bananal
- Barão de Antonina
- Barbosa
- Bariri
- Barra Bonita
- Barra do Turvo
- Barretos
- Barueri
- Bastos
- Batatais
- Bauru
- Bebedouro
- Bento de Abreu
- Bernardino de Campos
- Bilac
- Birigui
- Biritiba Mirim
- Boa Esperança do Sul
- Bocaina
- Bofete
- Boituva
- Bom Jesus dos Perdões
- Borá
- Boraceia
- Borborema
- Botucatu
- Bragança Paulista
- Brodowski
- Brotas
- Buri
- Buritama
- Cabrália Paulista
- Cabreúva
- Caçapava
- Cachoeira Paulista
- Caconde
- Cafelândia
- Caieiras
- Cajamar
- Cajobi
- Cajuru
- Campinas
- Campo Limpo Paulista
- Campos Novos Paulista
- Cananeia
- Cândido Mota
- Cândido Rodrigues
- Capão Bonito
- Capela do Alto
- Capivari
- Caraguatatuba
- Carapicuíba
- Cardoso
- Casa Branca
- Cássia dos Coqueiros
- Catanduva
- Catiguá
- Cedral
- Cerqueira César
- Cerquilho
- Cesário Lange
- Chavantes
- Colina
- Colômbia
- Conchal
- Conchas
- Cordeirópolis
- Coroados
- Coronel Macedo
- Corumbataí
- Cosmópolis
- Cosmorama
- Cotia
- Cravinhos
- Cristais Paulista
- Cruzália
- Cruzeiro
- Cunha
- Descalvado
- Diadema
- Dobrada
- Dois Córregos
- Dolcinópolis
- Dourado
- Dracena
- Duartina
- Dumont
- Echaporã
- Eldorado
- Elias Fausto
- Embu das Artes
- Embu-Guaçu
- Espírito Santo do Pinhal
- Estrela do Norte
- Estrela d'Oeste
- Fartura
- Fernando Prestes
- Fernandópolis
- Floreal
- Flórida Paulista
- Florínea
- Franca
- Francisco Morato
- Franco da Rocha
- Gabriel Monteiro
- Gália
- Garça
- General Salgado
- Getulina
- Glicério
- Guaíra
- Guapiara
- Guará
- Guaraçaí
- Guaraci
- Guarani d'Oeste
- Guarantã
- Guararapes
- Guararema
- Guaratinguetá
- Guareí
- Guariba
- Guarujá
- Guzolândia
- Herculândia
- Iacanga
- Iacri
- Ibirarema
- Ibitinga
- Ibiúna
- Iepê
- Igarapava
- Iguape
- Ilhabela
- Indaiatuba
- Indiana
- Inúbia Paulista
- Ipaussu
- Iperó
- Ipeúna
- Iporanga
- Ipuã
- Irapuã
- Itaberá
- Itaí
- Itajobi
- Itanhaém
- Itapecerica da Serra
- Itapetininga
- Itapeva
- Itapevi
- Itapira
- Itápolis
- Itaporanga
- Itapuí
- Itapura
- Itararé
- Itariri
- Itatiba
- Itatinga
- Itirapina
- Itirapuã
- Itobi
- Itu
- Itupeva
- Ituverava
- Jaborandi
- Jaboticabal
- Jacareí
- Jaci
- Jacupiranga
- Jales
- Jambeiro
- Jandira
- Jardinópolis
- Jarinu
- Jaú
- Jeriquara
- Joanópolis
- João Ramalho
- José Bonifácio
- Júlio Mesquita
- Jundiaí
- Junqueirópolis
- Juquiá
- Juquitiba
- Laranjal Paulista
- Lavínia
- Lavrinhas
- Leme
- Lençóis Paulista
- Limeira
- Lindóia
- Lins
- Lorena
- Louveira
- Lucélia
- Luiz Antônio
- Luiziânia
- Lutécia
- Macatuba
- Macaubal
- Macedônia
- Mairinque
- Mairiporã
- Manduri
- Maracaí
- Marília
- Marinópolis
- Martinópolis
- Matão
- Mendonça
- Meridiano
- Miguelópolis
- Mineiros do Tietê
- Mira Estrela
- Miracatu
- Mirandópolis
- Mirante do Paranapanema
- Mirassol
- Mirassolândia
- Mococa
- Mogi das Cruzes
- Mogi Guaçu
- Mogi Mirim
- Mombuca
- Monções
- Mongaguá
- Monte Alto
- Monte Aprazível
- Monte Azul Paulista
- Monte Mor
- Monteiro Lobato
- Morro Agudo
- Morungaba
- Narandiba
- Natividade da Serra
- Nazaré Paulista
- Neves Paulista
- Nhandeara
- Nova Aliança
- Nova Granada
- Nova Guataporanga
- Nova Independência
- Nova Luzitânia
- Nova Odessa
- Novo Horizonte
- Nuporanga
- Ocauçu
- Óleo
- Olímpia
- Onda Verde
- Oriente
- Orindiúva
- Orlândia
- Oscar Bressane
- Osvaldo Cruz
- Ourinhos
- Pacaembu
- Palestina
- Palmares Paulista
- Palmeira d'Oeste
- Palmital
- Paraguaçu Paulista
- Paraibuna
- Paranapanema
- Paranapuã
- Parapuã
- Pardinho
- Patrocínio Paulista
- Paulicéia
- Paulínia
- Paulo de Faria
- Pederneiras
- Pedra Bela
- Pedranópolis
- Pedregulho
- Pedreira
- Pedro de Toledo
- Penápolis
- Pereira Barreto
- Pereiras
- Peruíbe
- Piedade
- Pilar do Sul
- Pindamonhangaba
- Pindorama
- Pinhalzinho
- Piquerobi
- Piquete
- Piracaia
- Piracicaba
- Piraju
- Pirajuí
- Pirangi
- Pirapora do Bom Jesus
- Pirapozinho
- Pirassununga
- Piratininga
- Pitangueiras
- Planalto
- Poá
- Pompeia
- Pongaí
- Pontal
- Pontalinda
- Pontes Gestal
- Populina
- Porangaba
- Porto Feliz
- Porto Ferreira
- Potirendaba
- Pradópolis
- Praia Grande
- Presidente Alves
- Presidente Bernardes
- Presidente Epitácio
- Presidente Prudente
- Presidente Venceslau
- Promissão
- Quadra
- Quatá
- Queiroz
- Queluz
- Quintana
- Rafard
- Rancharia
- Redenção da Serra
- Regente Feijó
- Reginópolis
- Registro
- Restinga
- Ribeira
- Ribeirão Bonito
- Ribeirão Branco
- Ribeirão Corrente
- Ribeirão do Sul
- Ribeirão Preto
- Rifaina
- Rincão
- Rinópolis
- Rio Claro
- Rio das Pedras
- Rio Grande da Serra
- Roseira
- Rubiácea
- Rubineia
- Sagres
- Sales
- Sales Oliveira
- Salesópolis
- Salmourão
- Salto
- Salto Grande
- Sandovalina
- Santa Adélia
- Santa Albertina
- Santa Bárbara d'Oeste
- Santa Branca
- Santa Clara d'Oeste
- Santa Cruz das Palmeiras
- Santa Cruz do Rio Pardo
- Santa Ernestina
- Santa Gertrudes
- Santa Isabel
- Santa Lúcia
- Santa Maria da Serra
- Santa Rita d'Oeste
- Santa Rita do Passa Quatro
- Santa Rosa de Viterbo
- Santana da Ponte Pensa
- Santana de Parnaíba
- Santo Anastácio
- Santo André
- Santo Antônio da Alegria
- Santo Antônio do Pinhal
- Santo Expedito
- Santópolis do Aguapeí
- Santos
- São Bento do Sapucaí
- São Bernardo do Campo
- São Caetano do Sul
- São Carlos
- São Francisco
- São João da Boa Vista
- São João das Duas Pontes
- São João do Pau d'Alho
- São Joaquim da Barra
- São José da Bela Vista
- São José do Barreiro
- São José do Rio Pardo
- São José do Rio Preto
- São Luiz do Paraitinga
- São Manuel
- São Miguel Arcanjo
- São Pedro
- São Pedro do Turvo
- São Roque
- São Sebastião da Grama
- São Simão
- São Vicente
- Sarapuí
- Sarutaiá
- Sebastianópolis do Sul
- Serra Azul
- Serrana
- Sertãozinho
- Sete Barras
- Silveiras
- Sorocaba
- Sud Mennucci
- Suzano
- Tabapuã
- Tabatinga
- Taboão da Serra
- Taguaí
- Taiúva
- Tambaú
- Tanabi
- Tapiraí
- Tapiratiba
- Taquaritinga
- Taquarituba
- Tarabai
- Tatuí
- Taubaté
- Tejupá
- Teodoro Sampaio
- Terra Roxa
- Tietê
- Timburi
- Torrinha
- Tremembé
- Três Fronteiras
- Tupã
- Tupi Paulista
- Turiúba
- Turmalina
- Ubatuba
- Ubirajara
- Uchoa
- União Paulista
- Urânia
- Urupês
- Valentim Gentil
- Valparaíso
- Vargem
- Vargem Grande do Sul
- Várzea Paulista
- Vera Cruz
- Vinhedo
- Viradouro
- Vista Alegre do Alto
- Votorantim
- Votuporanga

## Eleições apenas para vereadores

### Amazonas (10)
- Atalaia do Norte
- Barcelos
- Benjamin Constant
- Ipixuna
- Japurá
- Manaus
- Santa Isabel do Rio Negro
- Santo Antônio do Içá
- São Gabriel da Cachoeira
- São Paulo de Olivença

### Paraíba (01)
- João Pessoa

### Paraná (07)
- Barracão
- Capanema
- Curitiba
- Foz do Iguaçu
- Guaíra
- Planalto
- Santo Antônio do Sudoeste

### Pernambuco (01)
- Recife

### Rio Grande do Sul (21)
- Alecrim
- Bagé
- Crissiumal
- Dom Pedrito
- Herval
- Horizontina
- Itaqui
- Jaguarão
- Porto Alegre
- Porto Lucena
- Porto Xavier
- Quaraí
- Rio Grande
- Sant'Ana do Livramento
- Santa Vitória do Palmar
- São Borja
- São Nicolau
- Tenente Portela
- Três Passos
- Tucunduva
- Uruguaiana

### Santa Catarina (27)
- Águas de Chapecó
- Anchieta
- Armazém
- Ascurra
- Bom Jardim da Serra
- Braço do Norte
- Canelinha
- Catanduvas
- Caxambu do Sul
- Erval Velho
- Galvão
- Imbuia
- Ipira
- Ipumirim
- Lebon Régis
- Leoberto Leal
- Maracajá
- Ouro
- Peritiba
- Pomerode
- Rancho Queimado
- São Bonifácio
- São Domingos
- São Martinho
- Siderópolis
- Timbé do Sul
- Treze Tílias

### São Paulo (15)
- Águas da Prata
- Águas de Lindóia
- Águas de São Pedro
- Amparo
- Atibaia
- Campos do Jordão
- Cubatão
- Guarulhos
- Ibirá
- Monte Alegre do Sul
- São José dos Campos
- São Paulo
- São Sebastião
- Serra Negra
- Socorro

## Resultado das eleições

### Prefeitos eleitos nos estados
| Unidade federativa  | ARENA | MDB | Capitais | Outros | Total | Notas | Ref. |
| ------------------- | ----- | --- | -------- | ------ | ----- | ----- | ---- |
| Alagoas             | 18    | 4   |          |        | 22    |       |      |
| Amazonas            |       |     | 1        | 9      | 44    |       |      |
| Maranhão            | 33    | 2   |          |        | 35    |       |      |
| Pará                | 6     |     |          |        | 6     |       |      |
| Paraíba             |       |     |          |        | 106   |       |      |
| Paraná              |       | 22  | 1        | 10     | 205   |       |      |
| Pernambuco          |       |     |          |        | 96    |       |      |
| Rio Grande do Norte |       |     |          |        | 91    |       |      |
| Rio Grande do Sul   |       |     |          |        | 236   |       |      |
| Santa Catarina      |       |     |          |        | 107   |       |      |
| São Paulo           |       |     |          |        | 506   |       |      |
| Total               |       |     |          |        | 1.454 |       |      |

### Áreas de segurança nacional
Conforme determinação legal, sessenta e oito municípios brasileiros figuravam como áreas de segurança nacional ao tempo do pleito.
| Unidade federativa | Áreas de segurança nacional sob a Lei n.º 5.449 de 4 de junho de 1968 |
| ------------------ | --- |
| Acre               | Brasileia, Cruzeiro do Sul, Feijó, Sena Madureira, Xapuri |
| Amazonas           | Atalaia do Norte, Barcelos, Benjamin Constant, Ipixuna, Japurá, Santa Isabel do Rio Negro, Santo Antônio do Içá, São Gabriel da Cachoeira, São Paulo de Olivença |
| Bahia              | Paulo Afonso, São Francisco do Conde |
| Mato Grosso        | Amambai, Antônio João, Bela Vista, Cáceres, Caracol, Corumbá, Iguatemi, Ponta Porã, Porto Murtinho, Vila Bela da Santíssima Trindade |
| Pará               | Almeirim, Óbidos, Oriximiná |
| Paraná             | Barracão, Capanema, Foz do Iguaçu, Guaíra, Marechal Cândido Rondon, Medianeira, Pérola d'Oeste, Planalto, Santo Antônio do Sudoeste, São Miguel do Iguaçu |
| Rio de Janeiro     | Duque de Caxias |
| Rio Grande do Sul  | Alecrim, Bagé, Crissiumal, Dom Pedrito, Herval, Horizontina, Itaqui, Jaguarão, Porto Lucena, Porto Xavier, Quaraí, Rio Grande, Santa Vitória do Palmar, Santana do Livramento, São Borja, São Nicolau, Tenente Portela, Três Passos, Tucunduva, Tuparendi, Uruguaiana |
| Santa Catarina     | Descanso, Dionísio Cerqueira, Itapiranga, São José do Cedro, São Miguel do Oeste |
| São Paulo          | Cubatão, São Sebastião |
| Fontes:            | |